# Villardexeos
Villardexeos (llamada oficialmente Vilar de Xeos) es una aldea situada en la parroquia de Quereño, del municipio español de Rubiana, en la provincia de Orense, Galicia.

## Demografía
| Gráfica de evolución demográfica de Villardexeos entre 2000 y 2023 |
|                                                                    |
| Datos según el nomenclátor publicado por el INE.                   |